# Juan Leal
Steeven Jean Groux Leal, más conocido bajo el nombre de Juan Leal, (París, 27 de diciembre de 1992), es un torero francés.

## Presentación
Aunque nació en la región parisiense, llega en Arlés cuando solo tenía algunos meses, por lo tanto, es considerado de Arlés.
Sobrino de Paquito Leal que ha fundado la escuela taurina de Arlés en 1988, primo del matador de toros Marco Leal, se inscribió primeramente en la escuela taurina de Arlés antes de abandonar Francia. Marchó hacia España a la edad de 14 años y una vez allí se inscribió, después de haber pasado un examen, a la escuela taurina de El Juli en Arganda del Rey (Comunidad de Madrid). Sus profesores han sido Ángel Gómez Escorial y Javier Vázquez. Juan trabajó entonces en un restaurante con el fin de subvenir a sus necesidades. Fue apoderado por Maurice Berho durante una novillada en la plaza de toros de Rion-de Landas-, marcha luego para Sevilla donde se instala en la ganadería Virgen María, propiedad de Jean-Marie Raymond. Comparte entonces sus jornadas entre el trabajo al campo y el entrenamiento. Jean-Marie Raymond y Maurice Berho son sus apoderados hasta 2013. Durando las temporadas 2016 y 2017, Ángel Castro así como Nacho Matilla completen el equipo de apoderamiento a los lados de Maurice Berho. Desde 2018 es apoderado por Julián Guerra entrando en 2020 también en el equipo Simón Casas.

## Carrera profesional
Torea su primera novillada picada en la plaza de toros de Samadet, el 20 de marzo de 2011 con novillos de la ganadería Antonio López Gibaja, en compañía del francés Thomas Dufau y del español Fernando Adrián. Torea en Arlés, el 9 de septiembre de la mismo año, cortando dos orejas a los novillos de Robert Margé.
En 2012, participó en 22 novilladas y corta 23 orejas sobre todo en Samadet y en Nimes donde recibió la recompensa de la Capa de oro el 2 de junio de 2012. Torea de nuevo en Nimes para la feria de las Vendimia en 2012. Terminó el año brillantemente en la plaza de toros de Acho, en Lima (Perú), en la Feria del Señor de los Milagros, que se celebra en noviembre.
Hace su presentación a Real Maestranza de Caballería de Sevilla el 5 de mayo de 2013.
Toma la alternativa el 19 de mayo de 2013 en Nimes, de la mano de Sebastián Castella durante un mano a mano con toros de las ganaderías Jandilla, Garcigrande y Alcurrucén. Sale de la plaza de toros a hombros por la puerta grande dicha «Puerta de las Cónsules».
El 25 de mayo de 2019 se encuentra seriamente herido después de haber sido cogido por un toro.